# Pectinidae

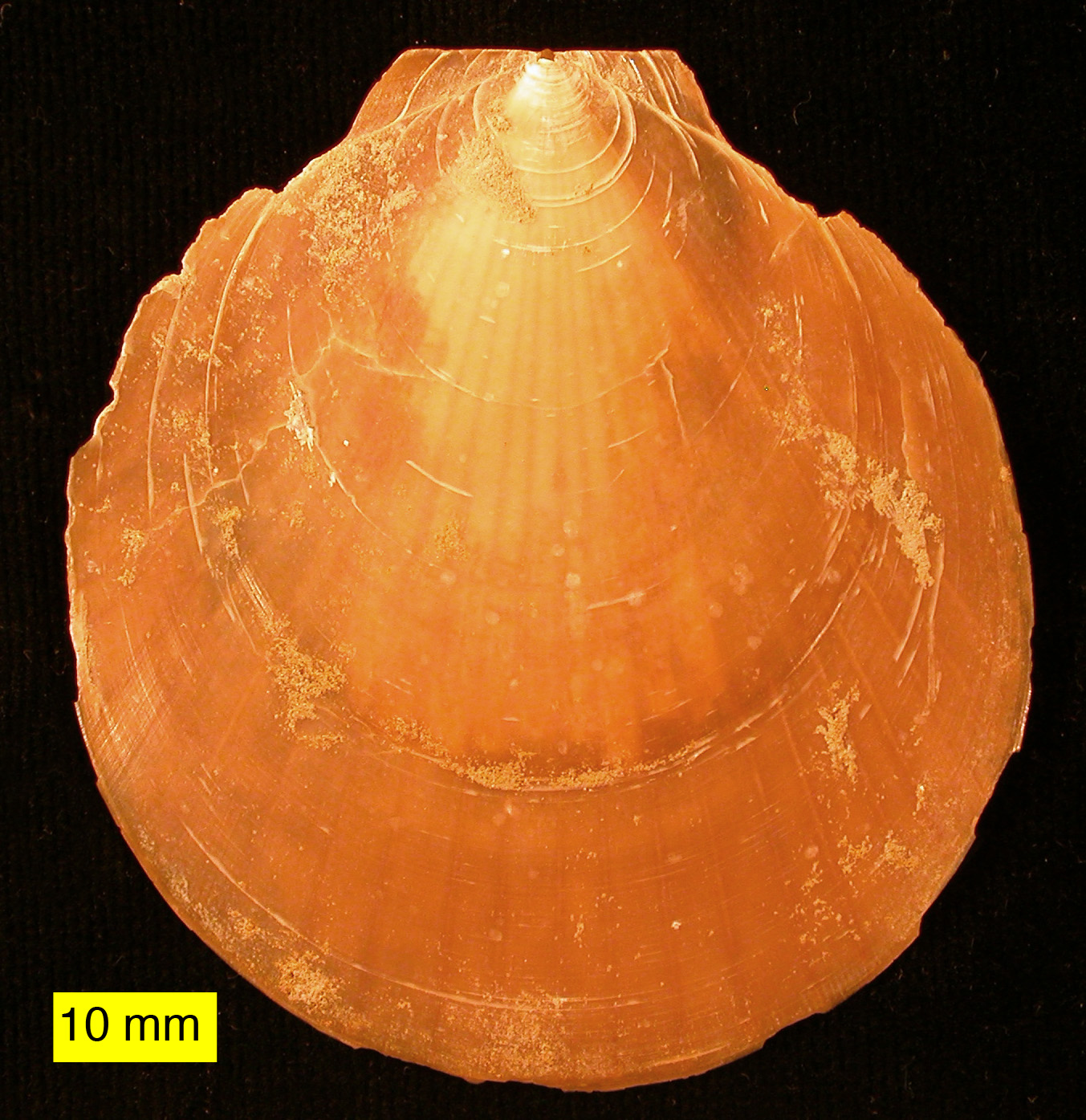
Amusium cristatum

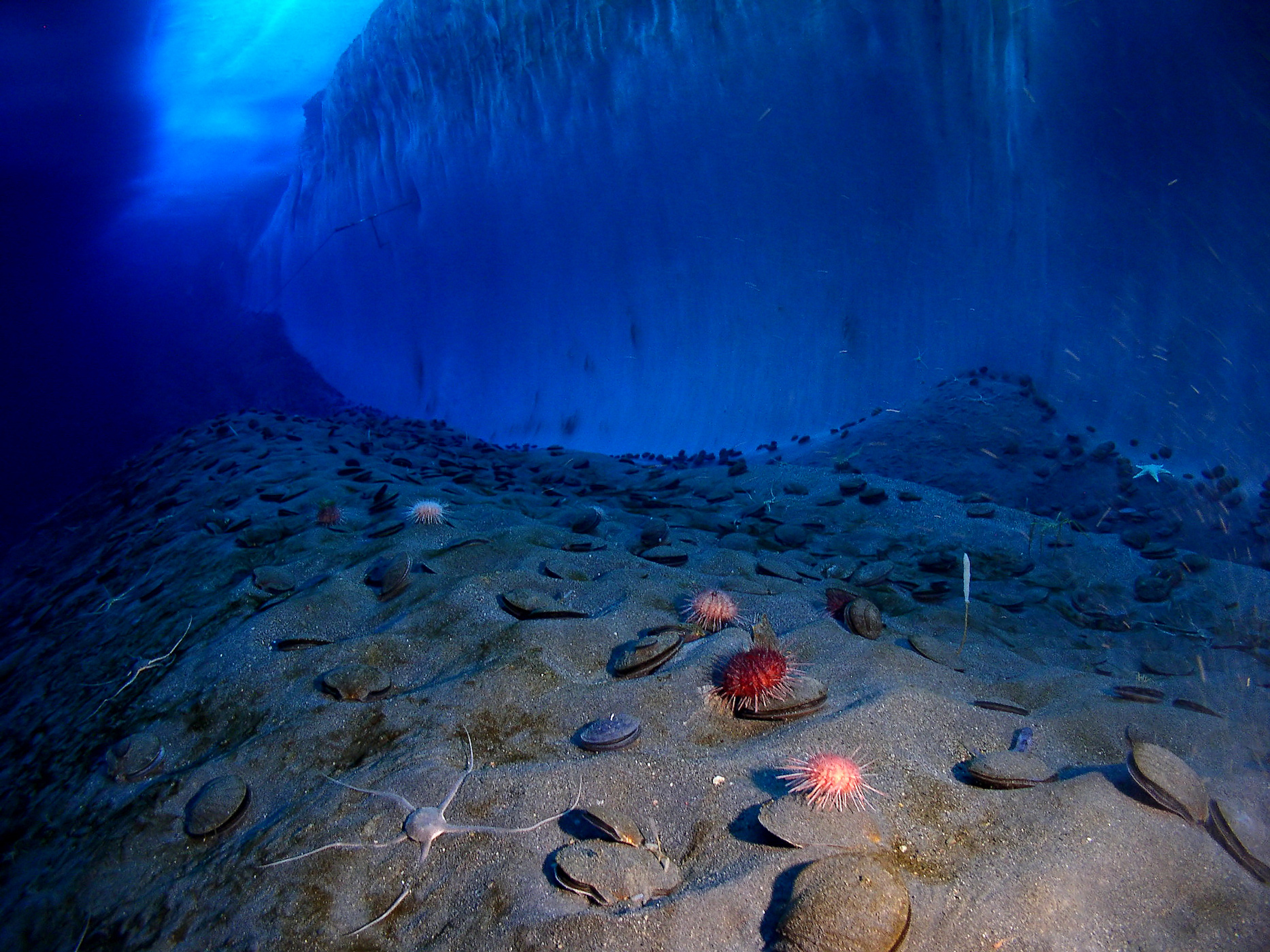
Adamussium colbecki, te midden van zee-egels, zeespinnen en zeesterren in zijn habitat bij een ijsmuur in Antarctica.

Mantels (Pectinidae), ook wel mantelschelpen, kamschelpen of kamoesters genoemd, zijn een familie van weekdieren die behoren tot de orde Pectinida van de klasse tweekleppigen (Bivalvia).
Alle soorten leven in zee. Een aantal soorten wordt gevangen voor menselijke consumptie. De bekendste soorten zijn de grote mantel (Pecten maximus) en de jakobsmantel (Pecten jacobaeus), die beide wel als sint-jakobsschelp verkocht worden. De naam kamschelp slaat op de karakteristieke schelp met straalsgewijze groeven.
De mantels zijn in staat om aan een vijand te ontvluchten door water uit de schelp te persen en zich zo door het water te verplaatsen, waarbij ze volledig los kunnen komen van de bodem. Ze worden gegeten door onder andere zeesterren.

## Classificatie
Onderstaand een lijst met onderfamilies, geslachtengroepen en geslachten, de indeling is gebaseerd op Dijkstra, verschillen met het World Register of Marine Species (zie onder Bronnen) zijn aangegeven.
- Camptonectinae Habe, 1927
  - Camptonectes † Agassiz in Meek, 1864
  - Ciclopecten Seguenza, 1877 onzeker
  - Delectopecten Stewart, 1930
  - Hyalopecten Verrill, 1897 onzeker
  - Lamellipecten Dijkstra & Maestrati, 2010
  - Pleuronectites † von Schlotheim, 1820
  - Pseudohinnites Dijkstra, 1989 onzeker

- Chlamydinae von Teppner, 1922
  - Aequipectinini Nordsieck, 1969[6]
    - Aequipecten Fischer, 1886[7]
    - Argopecten Monterosato, 1889
    - Cryptopecten Dall, Bartsch & Rehder, 1938
    - Flexopecten Sacco, 1897[8]
    - Haumea Dall, Bartsch et Rehder, 1938[8]
    - Leptopecten Verrill, 1897
    - Lindapecten Petuch, 1995
    - Paraleptopecten Waller, 2011
    - Perapecten Wagner, 1985

  - Chlamydini von Teppner, 1922
    - Azumapecten Habe, 1977
    - Chlamys Röding, 1798
    - Complicachlamys Iredale, 1939
    - Coralichlamys Iredale, 1939
    - Equichlamys Iredale, 1929
    - Hemipecten Adams & Reeve, 1848
    - Hinnites Defrance, 1821
    - Laevichlamys Waller, 1993
    - Manupecten Monterosato, 1872
    - Notochlamys Cotton, 1930
    - Pascahinnites Dijkstra & Raines, 1999
    - Pedum Bruguière, 1792
    - Scaeochlamys Iredale, 1929
    - Semipallium Lamy, 1928
    - Swiftopecten Hertlein, 1935
    - Talochlamys Iredale, 1935
    - Veprichlamys Iredale, 1929
    - Volachlamys Iredale, 1939[8]
    - Zygochlamys Ihering, 1907

  - Crassadomini Waller, 1993
    - Caribachlamys Waller, 1993
    - Crassadoma Bernard, 1986

  - Fortipectini Masuda, 1963
    - Mizuhopecten Masuda, 1963
    - Patinopecten Dall, 1898

  - Mimachlamydini Waller, 1993
    - Dimarzipecten † Ward, 1992
    - Mimachlamys Iredale, 1929
    - Spathochlamys Waller, 1993

- Palliolinae Korobkov in Eberzin, 1960
  - Adamussiini Habe, 1977
    - Adamussium Thiele, 1934
    - Duplipecten † Marwick, 1928
    - Lentipecten † Marwick, 1928

  - Eburneopectinini † Waller, 2006
  - Palliolini Korobkov in Eberzin, 1960
    - Hilberia † von Teppner, 1922
    - Karnekampia Wagner, 1988
    - Lissochlamys Sacco, 1897 onzeker
    - Palliolum Monterosato, 1884
    - Placopecten Verrill, 1897
    - Pseudamussium Mörch, 1853

  - Serripectinini † Waller, 2006
  - Mesopeplini Waller, 2006
    - Borehamia † Beu, 1978
    - Kaparachlamys † Boreham, 1965
    - Mesopeplum Iredale, 1929
    - Phialopecten † Marwick, 1928
    - Sectipecten † Marwick, 1928
    - Towaipecten † Beu, 1995

- Pectininae Wilkes, 1810
  - Amusiini Waller, 2006
    - Amusium Röding, 1798[8]
    - Amussiopecten Sacco, 1897
    - Dentamussium Dijkstra, 1990[8]
    - Euvola Dall, 1898[8]
    - Leopecten Masuda, 1971[8]

  - Austrochlamydini Jonkers, 2003
    - Austrochlamys Jonkers, 2003

  - Decatopectinini Waller, 1986
    - Anguipecten Dall, Bartsch & Rehder, 1938
    - Antillipecten Waller, 2011
    - Bractechlamys Iredale, 1939
    - Decatopecten Sowerby II, 1839
    - Excellichlamys Iredale, 1939
    - Glorichlamys Dijkstra, 1991
    - Gloripallium Iredale, 1939
    - Juxtamusium Iredale, 1939
    - Lyropecten Conrad, 1862[9]
    - Mirapecten Dall, Bartsch & Rehder, 1938
    - Nodipecten Dall, 1898

  - Pectinini Lamarck, 1819
    - Annachlamys Iredale, 1939
    - Gigantopecten † Rovereto, 1899
    - Minnivola Iredale, 1939
    - Pecten Muller, 1776
    - Serratovola Habe, 1951